# Heribert Sasse

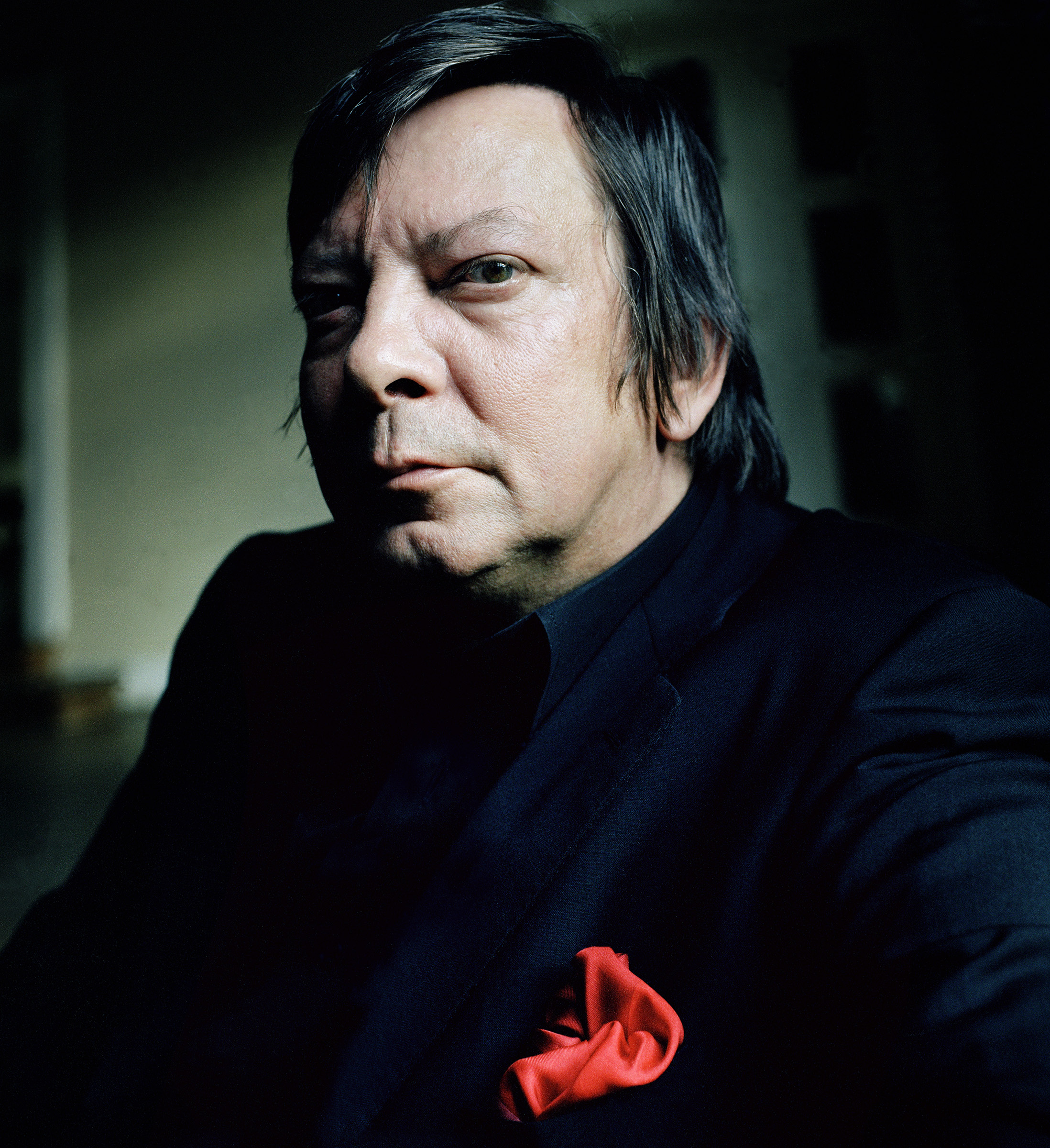
Heribert Sasse fotografiert von Oliver Mark, Berlin 2001

Heribert Sasse (* 28. September 1945 in Linz, Oberösterreich; † 19. November 2016 in Hinterstoder) war ein österreichischer Schauspieler, Regisseur und Theaterintendant.

## Leben
Sasse wuchs in Wien auf und begann zunächst ein Musikstudium, das er jedoch abbrach, um sich dem Theater zu widmen. Ab 1969 arbeitete er aushilfsweise als Beleuchter, Inspizient und Regieassistent am Wiener Volkstheater, wo er auch erste kleine Rollen spielte. Nach einem kurzen Engagement als Schauspieler am Kellertheater München ging er an das Berliner Schlosspark Theater. Weitere Stationen seiner Schauspiellaufbahn waren das Wiener Akademietheater, das Düsseldorfer Schauspielhaus sowie die Staatlichen Schauspielbühnen Berlin.

Ab 1976 arbeitete er zunehmend als Regisseur. Er inszenierte am Theater in der Josefstadt, am Wiener Volkstheater, an der Freien Volksbühne Berlin und bei den Salzburger Festspielen. Sasse wurde 1980 Intendant des Renaissance-Theaters in Berlin, wo er als Regisseur und Hauptdarsteller tätig war.

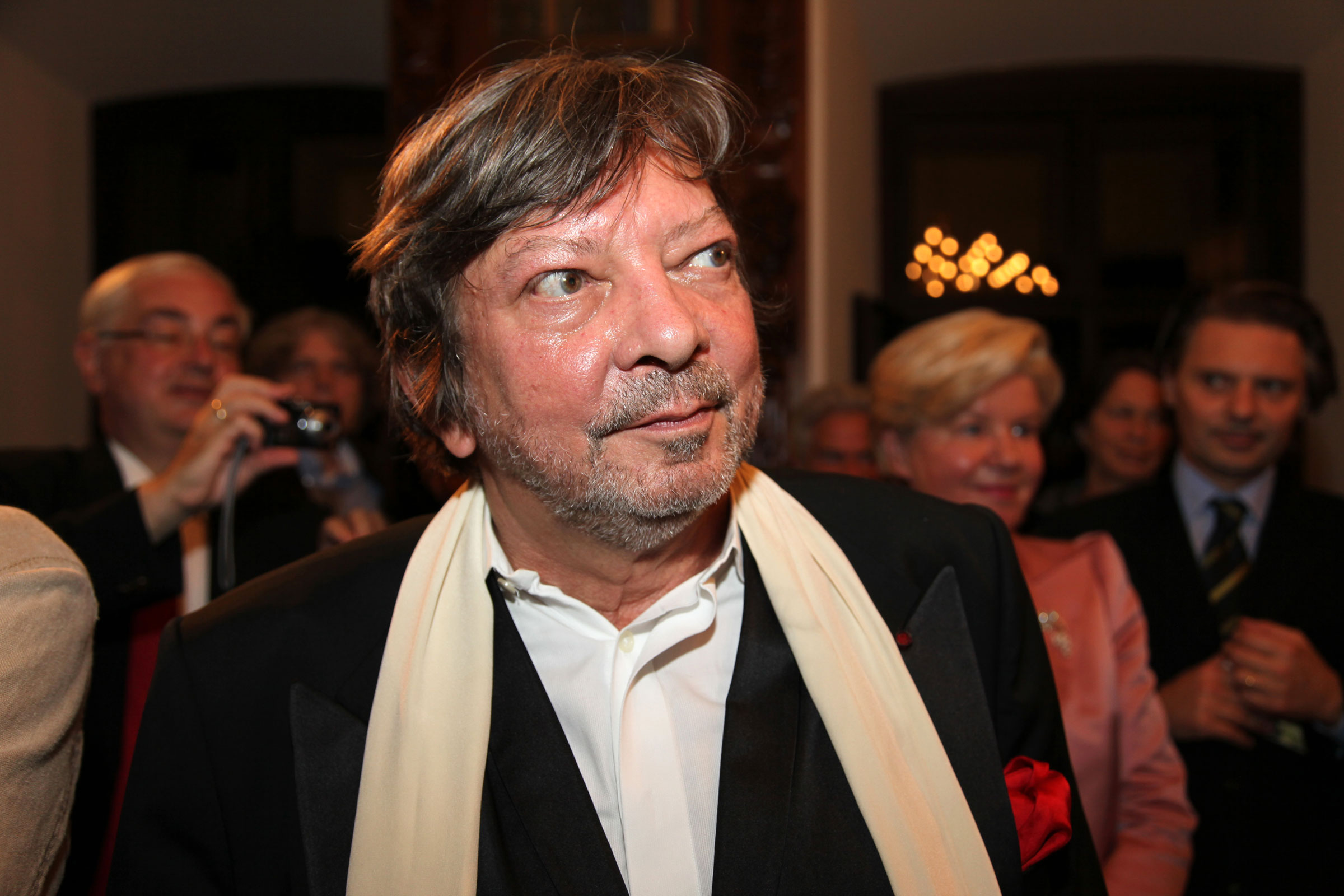
Heribert Sasse (2010)

Als Generalintendant leitete er von 1985 bis 1990 die Staatlichen Schauspielbühnen Berlin. Nachdem 1993 die Staatlichen Schauspielbühnen in ihrer bisherigen Gesellschaftsform vom Berliner Senat abgewickelt worden waren, eröffnete Sasse das ehemalige kleine Haus, das Schlosspark-Theater, als Privattheater, dem er bis 2002 als Intendant vorstand. Mit Beginn der Spielzeit 2005/06 wurde er Ensemblemitglied am Wiener Volkstheater unter der Direktion von Michael Schottenberg. Zur Spielzeit 2006/07 wechselte er an das Theater in der Josefstadt in Wien, dessen neuer Direktor Herbert Föttinger ihn sowohl mit Schauspiel- wie auch mit Regieaufgaben betraute. In der Spielzeit 2012/13 gastierte Sasse an der Seite von Helmuth Lohner, Nicole Heesters, Andrea Jonasson und anderen mit der Produktion John Gabriel Borkman am Schauspielhaus Graz. Seine letzte Rolle war die des Barons Joachim von Essenbeck im Drama Die Verdammten nach dem gleichnamigen Film von Luchino Visconti (Premiere: 11. November 2016). Heribert Sasse „gehörte am Ende zu den Wiener Theaterstars, derentwegen man die Häuser besuchte. … Ein Mann aus den Zeiten des persönlichen Formats“.
Für seine vielfältigen künstlerischen Tätigkeiten als Schauspieler, Regisseur und Intendant erhielt Sasse zahlreiche Auszeichnungen. Am Mozarteum in Salzburg unterrichtete er außerdem als Professor Schauspiel und Regie und an der Hochschule für Musik „Hanns Eisler“ Berlin den Studiengang „Kulturelles Management“.
Heribert Sasse starb am 19. November 2016 in seinem Haus in Hinterstoder.

## Filmografie (Auswahl)
- 1965: Oberinspektor Marek: Freispruch – Regie: Herbert Fuchs
- 1970: Wie ein Träne im Ozean
- 1970: Der Querulant
- 1971: Tatort: Der Boss
- 1977: Die Spitzenklöpplerin (La dentellière) – Regie: Claude Goretta
- 1978: Kottan ermittelt: Wien Mitte – Regie: Peter Patzak
- 1980: Exit … Nur keine Panik
- 1995: Mutters Courage – Regie: Michael Verhoeven
- 1996: Kondom des Grauens – Regie: Martin Walz
- 1997: Blutrausch – Regie: Thomas Roth
- 1998: Liebe deine Nächste! – Regie: Detlev Buck
- 2001: Wambo – Regie: Jo Baier
- 2004–2006: Trautmann – Regie: Thomas Roth
- 2008: Falco – Verdammt, wir leben noch! – Regie: Thomas Roth
- 2008: Balkan Traffic – Übermorgen Nirgendwo – Regie: Milan V. Puzić, Markus Stein
- 2002: Die schnelle Gerdi und die Hauptstadt – Regie: Michael Verhoeven
- 2007: Tatort: Familiensache
- 2008: Tatort: Exitus
- 2009: Blutsfreundschaft – Regie Peter Kern
- 2009: Geliebter Johann Geliebte Anna – Regie: Julian Pölsler
- 2010: Jud Süß – Film ohne Gewissen – Regie: Oskar Roehler
- 2010: Tatort: Operation Hiob – Regie Nikolaus Leytner
- 2010: Häuserl am Oasch – Regie Thomas Gratzer
- 2011: Brand – Regie: Thomas Roth
- 2013: Quellen des Lebens – Regie: Oskar Roehler
- 2014: SOKO Stuttgart Staffel 06 Folge 01 Zirkus Fratinelli
- 2015: Kommissar Dupin – Bretonisches Gold
- 2016: Die Toten von Salzburg
- 2016: Deckname Holec Regie: Franz Novotny

## Hörspiele
- 1996: Rolf Schneider: Montezumas Krone (Samuel Flieg) – Regie: Rolf Schneider (Kriminalhörspiel – MDR/SFB)

## Auszeichnungen
- 1976: DAPHNE-Bühnenpreis der TheaterGemeinde Berlin
- 1998: Österreichisches Ehrenkreuz für Wissenschaft und Kunst
- 2002: Berliner Bär B.Z. Kulturpreis
- 2008: Undine Award fürs Lebenswerk eines Nachwuchsförderers
- 2011: Goldenes Verdienstzeichen des Landes Wien[4]
- 2013: Verleihung des Titels Kammerschauspieler[5]
- 2015: Ehrenmitglied des Theaters in der Josefstadt[6]